# Cão de aponte frisão
Cão de aponte frisão[Nota] (em alemão:  stabyhoun) é uma raça oriunda do norte dos Países baixos, considera muito rara, já que sua população não ultrapassa os 3 500 indivíduos. De pelagem lisa, tem o temperamento descrito como obediente, paciente e amigável. Fisicamente, é considerado um cão de aponte equilibrado, de estrutura robustamente construída, ideal para o trabalho, como as caçadas.